# Винарна
Винарната е съоръжение, където плодовете (обикновено гроздето) се преработват във вино.
Понякога винарната се намира в съседство с лозето, където се отглежда гроздето, а в други случаи гроздето идва от районите на отглеждане към винарната за преработка.

## Процес на производство на вино във винарната

### Разделяне и смачкване
На първия етап прибраното грозде отива във винарната за процес на отделяне и раздробяване. Първо семената и стъблата се отделят от гроздето, а на втория етап гроздовата кора се разрушава. Всъщност гроздето не се изстисква, а се разпуква кората. В миналото този процес обичайно се е извършвал чрез стъпване на гроздето във винетата с помощта на краката.

### Ферментация
На този етап гроздовият сок
се прецежда в съдове за ферментация както се добавят натурални дрожди, за се получи контролирана ферментация. По време на ферментацията дрождите превръщат захарта в алкохол и газът въглероден диоксид.